# غريغ ويتيكروس
غريغ ويتيكروس (بالإنجليزية: Greg Whitecross)‏ مواليد 15 مايو 1961 في ملبورن، هو لاعب كرة مضرب أسترالي سابق وكان يلعب باليد اليمنى. أعلى تصنيف له في الفردي كان المركز الـ 161 في سنة 1982. أعلى تصنيف له في الزوجي كان المركز الـ 134 في سنة 1984.

## النهائيات

### الفردي: (1)
| الرقم | السنة | الدورة             | الأرضية | المنافس في النهائي | النتيجة في النهائي |
| ----- | ----- | ------------------ | ------- | ------------------ | ------------------ |
| 1.    | 1980  | مايه-باشي، اليابان | صلبة    | كريغ أيه ميلر      | 2–6, 6–4, 7–6      |

### الزوجي: (1)
| الرقم | السنة | الدورة          | الأرضية | الشريك        | المنافس في النهائي       | النتيجة في النهائي |
| ----- | ----- | --------------- | ------- | ------------- | ------------------------ | ------------------ |
| 1.    | 1983  | المملكة المتحدة | ترابية  | تشارلي فانكات | اندرو جاريت جوناثان سميث | 6–3, 3–6, 6–4      |

## روابط خارجية
- غريغ ويتيكروس على موقع رابطة محترفي التنس (الإنجليزية)
- غريغ ويتيكروس على موقع الاتحاد الدولي لكرة المضرب (الإنجليزية)